# Markus Uhlmann
Markus Uhlmann (* 1968) ist ein deutscher Professor für Strömungsmechanik am Karlsruher Institut für Technologie (KIT).
Nach dem Maschinenbau-Studium mit Spezialisierung Luft- und Raumfahrttechnik an der RWTH Aachen vom September 1988 bis 1993 besuchte Markus Uhlmann die Forschungsgruppe von William P. Jones am Imperial College.
Er promovierte bis April 1997 am Laboratoire de Mécanique des Fluides et d'Acoustique der École Centrale de Lyon mit der Arbeit 
A Study of Second-Moment Turbulence Closures and Contribution towards Their Numerical Solution in Compressible Flows.
Uhlmann verbrachte seine erste Postdoc-Zeit am ETSI Aeronáuticos der Universidad Politécnica de Madrid bis Oktober 1999. Anschließend ging er von November 1999 bis Februar 2002 an das Potsdam-Institut für Klimafolgenforschung, wo er über Wavelets forschte.
Im August 2008 wurde Uhlmann zum Professor an das KIT berufen. 2016/17 verbringt er ein Sabbatjahr bei Professor S. Balachandar in Florida.